# الأميرة لويز من بروسيا
الأميرة لويز من بروسيا (بالألمانية: Luise Auguste Wilhelmine Amalie von Preußen )‏ (و. 1808 – 1870 م) هي أرستقراطية ألمانية، ولدت في برلين، توفيت في فاسينار، عن عمر يناهز 62 عاماً.